# 富施郁哉
富施 郁哉（ふせ ふみや、1998年7月10日 - ）は、日本のプロボクサー。茨城県笠間市出身。第76代日本バンタム級王者。第4代日本バンタム級ユース王者。ワタナベボクシングジム所属。かつてはヨネクラボクシングジムに所属していた。

## 来歴
ボクシングは高校から始めた。
2017年1月23日、プロデビュー戦は判定勝ち。同年12月23日、東日本バンタム級新人王として、西軍代表徳山洋輝を相手に4回2分51秒勝ちを収めて全日本新人王を獲得した。
2019年8月27日、後楽園ホールで石井渡士也と日本ユースバンタム級王座決定トーナメント準決勝を行い、5回負傷判定負け(46-49×2、45-50)を喫してプロ初黒星。
2021年10月20日、後楽園ホールにて「ゴールデンチャイルドボクシングvol.130」で日本バンタム級12位の田井宜広と日本ユースバンタム級王座決定戦を行い、8回3-0（79-73×3）で判定勝ちで王座獲得。
2022年5月11日、オーストラリアのニューカッスルでWBOスーパーバンタム級オリエンタル王者のサム・グッドマンとIBFインターコンチネンタル同級王座決定戦も兼ねて対戦し、10回判定負けを喫した。同月13日付、日本ユースバンタム級王座返上。
2023年3月31日、大橋ボクシングジム興行の賞金トーナメント「バンタム級モンスタートーナメント」への出場が発表された。
2023年5月20日、墨田区総合体育館にてバンタム級モンスタートーナメント準々決勝として増田陸と対戦し、7回3分TKO負けを喫し、トーナメント初戦敗退となった。
2023年12月10日、エディオンアリーナ大阪第2競技場にて日本バンタム級最強挑戦者決定戦として同級1位の那須亮祐と対戦し、8回3-0（79-72、78-73×2）の判定勝ちを収め日本バンタム級王者の堤聖也への挑戦権を獲得した。
2024年4月2日、後楽園ホールにて堤聖也の王座返上に伴う日本バンタム級王座決定戦として日本同級2位の杉本太一と対戦し、5回1分38秒TKO勝ちを収め王座を獲得した。
2024年7月18日、後楽園ホールにて日本バンタム級タイトルマッチとして日本同級1位の増田陸と再戦するも、4回2分21秒KO負けを喫し王座から陥落、雪辱を果たせなかった。

## 戦績
- アマチュアボクシング - 22戦17勝5敗
- プロボクシング - 18戦14勝（3KO）4敗

| 戦           | 日付           | 勝敗 | 時間    | 内容        | 対戦相手                   | 国籍           | 備考                                                                                                  |
| ------------ | -------------- | ---- | ------- | ----------- | -------------------------- | -------------- | --- |
| 1            | 2017年1月23日  | ☆    | 4R      | 判定3-0     | 長谷川慎之介（青木）       | 日本           | プロデビュー戦                                                                                        |
| 2            | 2017年6月13日  | ☆    | 4R      | 判定2-1     | 秋間瑞輝（宮田）           | 日本           | |
| 3            | 2017年9月25日  | ☆    | 4R      | 判定3-0     | 鈴木敬祥（帝拳）           | 日本           | |
| 4            | 2017年11月3日  | ☆    | 4R      | 判定3-0     | 池上渉（郡山）             | 日本           | |
| 5            | 2017年12月23日 | ☆    | 4R 2:51 | TKO         | 徳山洋輝（千里馬神戸）     | 日本           | 2017年度全日本バンタム級新人王決定戦                                                                  |
| 6            | 2018年5月13日  | ☆    | 6R      | 判定3-0     | ヨハニス・タトゥール       | インドネシア   | |
| 7            | 2018年10月21日 | ☆    | 6R      | 判定3-0     | チャン・ミン               | 韓国           | |
| 8            | 2019年2月26日  | ☆    | 8R      | 判定3-0     | 水谷直人（KG大和）         | 日本           | |
| 9            | 2019年8月27日  | ★    | 5R      | 負傷判定0-3 | 石井渡士也（REBOOT）       | 日本           | |
| 10           | 2019年12月10日 | ☆    | 6R      | 判定3-0     | メルマーク・ディグノス     | フィリピン     | |
| 11           | 2021年7月14日  | ☆    | 6R      | 判定3-0     | 冨田風弥（伊豆）           | 日本           | |
| 12           | 2021年10月20日 | ☆    | 8R      | 判定3-0     | 田井宜広（RST）            | 日本           | 日本バンタム級ユース王座決定戦                                                                        |
| 13           | 2022年5月11日  | ★    | 10R     | 判定0-3     | サム・グッドマン           | オーストラリア | WBOオリエンタルスーパーバンタム級タイトルマッチ/IBFインターコンチネンタルスーパーバンタム級王座決定戦 |
| 14           | 2022年11月17日 | ☆    | 4R 3:03 | KO          | アピナット・クンチャエトン | タイ           | |
| 15           | 2023年5月20日  | ★    | 7R 3:00 | TKO         | 増田陸（帝拳）             | 日本           | 2023年度バンタム級モンスタートーナメント準々決勝                                                      |
| 16           | 2023年12月10日 | ☆    | 8R      | 判定3-0     | 那須亮祐（グリーンツダ）   | 日本           | 日本バンタム級最強挑戦者決定戦                                                                        |
| 17           | 2024年4月2日   | ☆    | 5R 1:38 | TKO         | 杉本太一（勝輝）           | 日本           | 日本バンタム級王座決定戦                                                                              |
| 18           | 2024年7月18日  | ★    | 4R 2:21 | KO          | 増田陸（帝拳）             | 日本           | 日本王座陥落                                                                                          |
| テンプレート |                |      |         |             |                            |                | |

## 獲得タイトル
- 2017年度全日本バンタム級新人王
- 第4代日本バンタム級ユース王座（防衛0=返上）
- 第76代日本バンタム級王座（防衛0）